# Tenis ziemny na Igrzyskach Afrykańskich 2015
Tenis ziemny na Igrzyskach Afrykańskich 2015 – turniej tenisowy, który był rozgrywany w dniach 11–18 września 2015 roku podczas igrzysk afrykańskich w Brazzaville. Sportowcy rywalizowali w sześciu konkurencjach: grach pojedynczej, podwójnej i drużynowej mężczyzn oraz kobiet.

## Medaliści
Poczet medalistów zawodów tenisowych podczas Igrzysk Afrykańskich 2015.
| Konkurencja             | Złoty medal                    | Srebrny medal                | Brązowy medal                                                    |
| gra pojedyncza mężczyzn | Denis Indondo                  | Alexis Klegou                | Mark Fynn                                                        |
| gra pojedyncza kobiet   | Sandra Samir                   | Zarah Razafimahatratra       | Valeria Bhunu                                                    |
| gra podwójna mężczyzn   | Wisdom Na Ajdrago George Darko | Dennis Indondo Sarma Nkulufa | Omar Kâ Yannick Raymond Languina Bishop Mosebi Lebelo Mosehle    |
| gra podwójna kobiet     | Ola Abou Zekry Sandra Samir    | Dona Abohabaga Moura Ishak   | Melissa Ifidzen Elizabeth Pam Valeria Bhunu Pauline Chawafambira |
| gra drużynowa mężczyzn  | Demokratyczna Republika Konga  | Nigeria                      | Zimbabwe Egipt                                                   |
| gra drużynowa kobiet    | Egipt                          | Kongo                        | Zimbabwe Nigeria                                                 |

### Tabela medalowa
Klasyfikacja medalowa zawodów tenisowych podczas Igrzysk Afrykańskich 2015.
| Miejsce | Państwo                       | Złoto | Srebro | Brąz | Razem |
| ------- | ----------------------------- | ----- | ------ | ---- | ----- |
| 1.      | Egipt                         | 3     | 1      | 1    | 5     |
| 2.      | Demokratyczna Republika Konga | 2     | 1      | 0    | 3     |
| 3.      | Ghana                         | 1     | 0      | 0    | 1     |
| 4.      | Nigeria                       | 0     | 1      | 2    | 3     |
| 5.      | Benin                         | 0     | 1      | 0    | 1     |
| 5.      | Kongo                         | 0     | 1      | 0    | 1     |
| 5.      | Madagaskar                    | 0     | 1      | 0    | 1     |
| 8.      | Zimbabwe                      | 0     | 0      | 5    | 5     |
| 9.      | Lesotho                       | 0     | 0      | 1    | 1     |
| 9.      | Senegal                       | 0     | 0      | 1    | 1     |
|         | Razem                         | 6     | 6      | 10   | 22    |